# Karina Kozłowska
Karina Kozłowska (biał. Карына Юр'еўна Казлоўская, Karyna Jurjeuna Kazłouska; ur. 18 lipca 2000 w Mińsku) – białoruska i polska łuczniczka. Uczestniczka igrzysk olimpijskich, medalistka igrzysk europejskich i światowych wojskowych igrzysk sportowych, młodzieżowa i halowa mistrzyni Polski. 

## Kariera sportowa
W 2019 jako reprezentantka Białorusi zdobyła dwa medale w rywalizacji drużynowej; srebrny podczas igrzysk europejskich w Mińsku i złoty na światowych igrzyskach wojskowych w Wuhanie. Na początku 2020 zajęła 1. miejsce w Halowych Mistrzostwach Białorusi. Reprezentowała Białoruś na Letnich Igrzyskach Olimpijskich 2020 w Tokio. Indywidualnie odpadła w 1/32 finału, a w rywalizacji drużynowej wraz z Karyną Dziominskają i Hanną Marusawą zajęła 4. miejsce.
Podczas Mistrzostw Polski w Łucznictwie 2022 wraz z Aleksandrą Wider i Klaudią Płazą zdobyła srebrny medal w rywalizacji drużynowej oraz brązowy w rywalizacji mikstów wraz z Konradem Kupczakiem. W tym samym roku na młodzieżowych mistrzostwach Polski zwyciężyła w rywalizacji indywidualnej, w drużynie wraz z Karoliną Jurasz i Glorią Juszczuk oraz w mikście wraz z Oskarem Kasprowskim. Trzy złote medale zdobyła także podczas kolejnych młodzieżowych mistrzostw kraju, w 2023; indywidualnie, drużynowo z Jełyzawetą Sikało i Joanną Misiurą oraz w mikście z Oskarem Kasprowskim.
W kwietniu 2023 podczas zawodów pucharu świata w Antalyi zadebiutowała w reprezentacji Polski. W październiku Kozłowska zawiesiła karierę sportową z powodu trudnych relacji z trenerem z LKS-u Łucznik Żywiec.
W 2025 zdobyła dwa złote medale podczas mistrzostw Polski seniorów; indywidualnie i w mikście razem z Mateuszem Mędrzakiem.

## Życie prywatne
Pochodzi z rodziny o polskich korzeniach ze wsi Staraja Rudnia koło Homla. Jej przodkowie doświadczyli represji ze strony władz Związku Radzieckiego. Byli zmuszeni przenieść się na zachód kraju i stracili dobytek. Rodzina jej babci została zesłana w głąb ZSRR. 
W 2019 ukończyła Mińską Państwową Wyższą Szkołę Architektury i Inżynierii Lądowej, a następnie studiowała na Białoruskim Państwowym Uniwersytecie Wychowania Fizycznego. Brała czynny udział w protestach przeciwko białoruskiej władzy po wyborach prezydenckich w 2020. W kwietniu 2022 z powodu sytuacji politycznej na Białorusi i inwazji Rosji na Ukrainę wyjechała do Polski. O jej ucieczce białoruskie służby zostały poinformowane przez jej trenerkę, po czym na dwa tygodnie do więzień trafili jej przyjaciele pod groźbą niewypuszczenia ich w przypadku braku powrotu Kozłowskiej. Po przyjeździe do Polski otrzymała wsparcie od Polskiego Związku Łuczniczego i klubu LKS Łucznik Żywiec. Posiadaczka Karty Polaka, w styczniu 2025 otrzymała obywatelstwo polskie. Mieszka wraz z rodziną w Żywcu.